# Било једном у Србији (ТВ серија)
Било једном у Србији је српска ТВ серија из 2022. године, у режији Петра Ристовског, а по идеји Звонимира Шимунеца настала по мотивима истоименог биоскопског хита.
Током 2022. године је премијерно емитована на РТС 1.

## Радња
Ово је топла људска прича смештена између два светска рата у градић Лесковац, у коме се необичним сплетом околности догоди право чудо и изгради историја тог малог места где станују велики људи...
Радња серије смештена је две године након Првог светског рата: након лутања по свету, два пријатеља Дине и Цоне враћају се у родни крај 1922. године. Али, тамо их чека право изненађење - Дине налази свој биоскоп руиниран, а Цоне сопствену сахрану!
Предодређени за губитнике, израстају у хероје.
Дине после рата се затекао у Паризу где је уживао у животу у великој метрополи, где је упознао лепе Парижанке и открио нови медиј - филм.
Цоне после рањавања и амнезије завршио је у Манчестеру, тадашњој престоници индустријског развоја, где је научио како се само кроз црни фабрички дим и тежак рад стиже до успеха.
О Ружици кружиле су разне приче, да „онај ко се за њу увати - под земљу ће заврши”. Упркос свему Дине, мајстор свог заната и човек који има око за лепо, открио је у Ружици лепоту којој ће се сви дивити...

## Улоге
| Глумац                  | Улога                              |
| ----------------------- | ---------------------------------- |
| Виктор Савић            | Стојан Јовановић Цоне              |
| Немања Оливерић         | Дине                               |
| Радован Вујовић         | Аћим Прокић                        |
| Теодора Ристовски       | Зорка                              |
| Слобода Мићаловић       | Ружица                             |
| Мики Манојловић         | Газда Мита                         |
| Зоран Цвијановић        | Трајко                             |
| Драган Петровић         | Тонкин старији                     |
| Иван Бекјарев           | Бабимилкић, градоначелник Лесковца |
| Мира Бањац              | Деска                              |
| Драган Марјановић       | Буре                               |
| Андрија Стојилковић     | Штигланче                          |
| Гордана Јошић           | Душанка                            |
| Мирослав Јовић          | Живко                              |
| Гордана Ђурђевић Димић  | Дада                               |
| Милош Ђорђевић          | Топодупче                          |
| Небојша Вранић          | поп Василије                       |
| Катарина Митић Павловић | Анка Океанка                       |
| Јелена Михајловић       | Мица Тресокурка                    |
| Иван Јанковић           | Сретен Хаџиђурић                   |
| Марко Радојевић         | Тонкин млађи                       |
| Филип Радивојевић       | Доктор Жак Конфино                 |
| Петар Петровић          | Трговац                            |
| Никола Стошић           | Мађарски трговац                   |

## Епизоде
| Бр. еп. (укупно) | Бр. еп. (у сезони) | Наслов        | Редитељ         | Сценариста                                                         | Премијера           |
| --- | ------------------ | ------------- | --------------- | ------------------------------------------------------------------ | ------------------- |
| 1 | 1                  | „Епизода 1.1” | Петар Ристовски | Звонимир Шимунец, Владимир Андрић, Мајда Шимунец и Петар Ристовски | 3. септембар 2022.  |
| Стојан Јовановић, Цоне, ратник српске војске о коме се у Лесковцу већ шест година ништа не зна, враћа се возом у свој родни град, својој вереници Зорки, побратиму Динету, са великим надама да од "Лесковац направи чудо." Са радошћу одлази у стару породичну кућицу на ободу града. На вратима види две умрлице. Поред мајчине, ту је и његова умрлица. Сада је мртав човек, који се вратио међу живе. У локалном биоскопу се среће са својим побратимом Динетом, а у кући веренице Зорке сазнаје да она има другог човека - нишког лиферанта Аћима Прокића. После толико страдања, мука, опоравка у његовом граду га сачека безнађе. Али, Цоне је момак посебног кова... |                    |               |                 |                                                                    |                     |
| 2 | 2                  | „Епизода 1.2” | Петар Ристовски | Звонимир Шимунец, Владимир Андрић, Мајда Шимунец и Петар Ристовски | 4. септембар 2022.  |
| Цоне схвата да ће морати да "гази по оштро камење", ако хоће да оствари свој план. Пред радњом која се издаје, у комшилуку биоскопа Париз, среће власника лично - газда Миту, најугледнијег лесковачког индустријалца. Цоне жели радњу да би покренуо производњу "енглеског штофа, по лесковачке цене". Не пролази баш најбоље на тесту који му превејани Мита постави. Али, искусно око препозна енергију, знање и визију. Гледајући Цонета, види поново дим изнад лесковачких фабричких димњака. У локалној цвећари перфидни лиферант Прокић, који је осетио опасност по своје планове са Зорком, нуди Цонету помоћ да покрене текстилни погон. Цоне га одбије. У Динетовом биоскопу Лесковчани негодују што гледају старе филмове. Трајко, отац Динетов, не жели да одвоји део пазара за нове филмове, али то из прикрајка види газда Мита. Већ је направио план у глави - Цоне и Дине су његови играчи за "нови Лесковац". Цоне на пијаци среће Зорку. Уз помоћ служавке Даде, беже на бициклу на реку Вучјанку, где су се и растали пред Цонетов одлазак у рат... |                    |               |                 |                                                                    |                     |
| 3 | 3                  | „Епизода 1.3” | Петар Ристовски | Звонимир Шимунец, Владимир Андрић, Мајда Шимунец и Петар Ристовски | 10. септембар 2022. |
| Дине одлучује да рекламира свој тазе филм, управо пристигао из Београда. Дине уочи "урокљиву" Ружицу коју је Цоне запослио да му помаже у радњи. Удари га гром из ведрог неба. Цоне се, после почетног успеха са штофовима које приручно израђује у задњем делу радње, осмелио да газда Мити понуди ортаклук. У његовој старој, запуштеној фабрици, покренуће производњу новог енглеског штофа на лесковачки начин. Мита се премишља и мора да се консултује са осталим лесковачким газдама. Уплашени, у очекивању ратне одштете, газде одбију да стану иза Цонета. Упркос свему, Цоне на пијаци својим необичним штофовима изазове велико интересовање код купаца из околине. Многи би купили штофове, али он сада има скромне количине. Схвата да мора да заигра на све или ништа. Ако треба, жртвоваће све, али мора да успе, јер је то много више од пословног успеха. У питању је његова част... |                    |               |                 |                                                                    |                     |
| 4 | 4                  | „Епизода 1.4” | Петар Ристовски | Звонимир Шимунец, Владимир Андрић, Мајда Шимунец и Петар Ристовски | 11. септембар 2022. |
| Дине се прерушава у "крволока и вампира" Дракулу и плаши децу по чаршији, рекламирајући филм који му је стигао из Београда. Сала је дупке пуна, пазар никад бољи, али локални поп протестује код газда Мите због "ђаволске работе" и скрнављења наше вере. Мита му објасни да је "биоскопче малечко, а црква много голема, па има место за све". Цонету стиже све више поруџбина, али он нема могућности да произведе како би се одмах продале. Банка одбија да му да кредит као рањенику из рата, лесковачке газде су и даље везани за своје сламарице и Цоне очајан одлучује да прихвати понуду лиферанта Прокића. Прокић одушевљен обећава велики погон, раднике, вуну, машине, почетни капитал, а Цоне само треба да каже Зорки да је не воли више и да не жели да је види. У исто време Дине, који је покупио писма која је Цоне писао Зорки из рата али их никада није послао, почиње да их чита. Схвата колика је снага Цонетове љубави према Зорки и одлучује да нешто предузме... |                    |               |                 |                                                                    |                     |
| 5 | 5                  | „Епизода 1.5” | Петар Ристовски | Звонимир Шимунец, Владимир Андрић, Мајда Шимунец и Петар Ристовски | 17. септембар 2022. |
| Дине почиње да снима своје "филмско чедо" по лесковачкој чаршији. Комшије, обичне људе, не би ли их привукао у биоскоп. Место у "журналу" добија и Буретов унук Гане, шампион љутих папричица", локална анимир дама Мица Тресокурка, брица Топодупче... Аћим Прокић испуњава део своје обавезе и доводи Цонета у запуштену фабричку халу коју је наменио за Цонетов текстилни погон. Потписују уговор. Цоне саопштава Зорки да је више не воли и да треба да се уда за Прокића. Ружица, после још једне расправе са мајком, напушта кућу и дефинитно се везује за Цонета и Динета. "Лесковачки журнал", претеча будућег Динетовог филма, доживљава тријумф у биоскопу. Лесковчани воле себе на платну и чини им се да су лепши, паметнији, али и смешнији на платну него у животу. Цоне почиње припреме за обнову погона, а Прокић, уз оперске арије, даје прстен Зорки и званично јој постаје вереник... |                    |               |                 |                                                                    |                     |
| 6 | 6                  | „Епизода 1.6” | Петар Ристовски | Звонимир Шимунец, Владимир Андрић, Мајда Шимунец и Петар Ристовски | 18. септембар 2022. |
| Преуређује се Цонетов погон. Монтиран је и велики разбој за ткање "енглеског штофа на лесковачки начин". Влада велики ентузијазам, људи осећају да се догађа нешто што никад није било. Дине све снима, јер "ово је историја". Аћим Прокић изводи будућу фамилију на пољану, где ће се ускоро подићи "најлепша кућа у Лесковац и околину са базен и два клозета". Његов надахнути наступ прати оперска арија са грамофона. Цонетови штофови постају веома тражени од купаца који долазе у Лесковац. Наруџбине пљуште на све стране. Каса се пуни, Цоне се све чешће хвата за "шише" из унутрашњег џепа сакоа. Почиње да примењује газда Митине савете како да купци јуре њега, а не он њих. Дине чита Цонетова писма из рата и веома је забринут за побратима. Чини му се да су паре учиниле да брзо заборави на Зорку. Истовремено, он сам побеђује страх од "урокљиве" Ружице и завршава у кревету са њом. У Цонетову радњу долази аустријски трговац и тражи од Цонета да направи 5000 метара специјалног штофа, по одличној цени. Дилему око тога како се прави тај штоф разрешава газда Мита. То је "епирски шајак" који је газда Мита правио за аустријске купце пре рата. Праве план како да укључе све газде у тај "посао за сва времена". Дине схвата да ствар креће у погрешном смеру и односи Цонетова ратна писма Зоркином оцу, са намером да заврше у Зоркиним рукама... |                    |               |                 |                                                                    |                     |
| 7 | 7                  | „Епизода 1.7” | Петар Ристовски | Звонимир Шимунец, Владимир Андрић, Мајда Шимунец и Петар Ристовски | 24. септембар 2022. |
| Зорка је, из Цонетових писама, схватила да би удаја за Прокића била неопростива грешка. Одлази код Цонета. Сва сузбијана страст исплива на површину. Обоје размишљају да није касно стигао тај излив љубави? Динету стиже писмо из Париза где га обавештавају да је примљен у школу за редитеље и сниматеље. То је све о чему је сањао, али сада први пут у животу има садржаје који му чине живот испуњеним. "Шта да радим?", пита побратима Цонета. "Слушај си срце.", одговара му Цоне. Дине прећути да је баш Цоне слушао паре, а не срце. Посао у Цонетовој фабрици цвета. Не може да се одговори на све поруџбине. Прокић и Зорка бирају порцелан за кухињу у новој кући. Зорка се не осећа добро. У једном тренутку пада у несвест. Превозе је кући и доктор Жаки одушевљено саопштава Прокићу да ће постати родитељ. Сви су пресрећни, а Прокић их замоли да их мало оставе саме. Закључава врата, креће према уплаканој Зорки. Да не би искалио бес на њој, поломи сав намештај у соби и оде из куће. Одлази са канистерима бензина у Цонетову фабрику. Огроман пожар уништи све машине и залихе штофова... |                    |               |                 |                                                                    |                     |
| 8 | 8                  | „Епизода 1.8” | Петар Ристовски | Звонимир Шимунец, Владимир Андрић, Мајда Шимунец и Петар Ристовски | 25. септембар 2022. |
| Цоне се пакује. Напустиће Лесковац и никада више неће да се врати. Дине избацује из кофера ствари које Цоне ставља и каже му да ће бити највећа кукавица ако сада изда Зорку, њега, а највише Лесковац. Утом долази Дада, Зоркина служавка, и саопштава да је Зорка трудна. Кад је чуо Прокић је све сломио по кући, што значи да је неко други отац и загледа се значајно у Цонета. "Леле, ја да будем на неког татко?", забезекнут је Цоне. Дине му честита и каже му да сада уради оно што треба. Цоне истрчава и креће према Зорки кући. Зорка са кофером креће ка железничкој станици. Креће у Београд. Срећу се на раскрсници. "Не могу да живим без тебе, Зоро моја. Удај се за мене, ако нећеш да ти умрем сада овде", каже Цоне, клекнувши пред Зорком. Трајко, Динетов отац, потпуно сломљен, спремио је сину паре за годину дана у Паризу и карту у једном правцу. Дине са сузама прима дар, али не каже Трајку да је одлучио да се жени са Рушком и да остане у Лесковцу. Цоне и Зорка заједно пишу писма лесковачким газдама и позивају их на састанак. Цоне им саопштава да има наруџбину од аустријског грофа која ће да покрене све у Лесковцу. Газде се ломе, али на крају реше да истресу сламарице и стану уз Цонета. Нова хајка на вука кривељана била је прилика да Прокић, сакривен у мраку, пуца на Цонета. Погодио га је у ногу, пре него што је вук скочио на њега. Цоне убија кривељана, окреће леђа Прокићу и одлази не желећи да се свети. Једног дана, газда Мита окупи све газде. Подиже чашицу са ракијом тривунком и свечано објави да је сањао да Лесковац једног дана буде ово што сада постаје. Време је да се одмори. Поздрави их све, окрену се и полако оде низ улицу. |                    |               |                 |                                                                    |                     |